# Marco Antonio Cavazzoni
Marco Antonio Cavazzoni (Bologna, 1485 circa – Brescia, dopo il 1569) è stato un organista e compositore italiano.

## Biografia
Nulla si conosce della sua formazione. Fino al 1512 fu alla corte di Urbino, quindi si stabilì a Venezia come contraltista presso la cappella di S. Marco, incarico che mantenne fino alla morte, e presso Francesco Cornaro. Nel 1520 si recò a Roma come clavicembalista al servizio di papa Leone X, ma rientrò a Venezia l'anno successivo. Fu anche attivo a Chioggia come organista (1536-1537).
La sua produzione consiste pressoché esclusivamente in un volume pubblicato a Venezia nel 1523 (Recerchari Motetti Canzoni composti per Marcantonio di Bologna Libro Primo), contenente quattro canzoni (trascrizioni di chanson vocali) e due ricercari, seguiti ognuno da un mottetto (Salve Virgo, Stella maris).
In particolare i ricercari rivestono una grande importanza storica, trattandosi delle prime composizioni pubblicate in Italia direttamente destinate all'organo in quanto forme strumentali autonome, non adattamenti di musiche vocali.
Anche suo figlio Girolamo Cavazzoni è stato un importante compositore.